# 야기신구 특급 버스

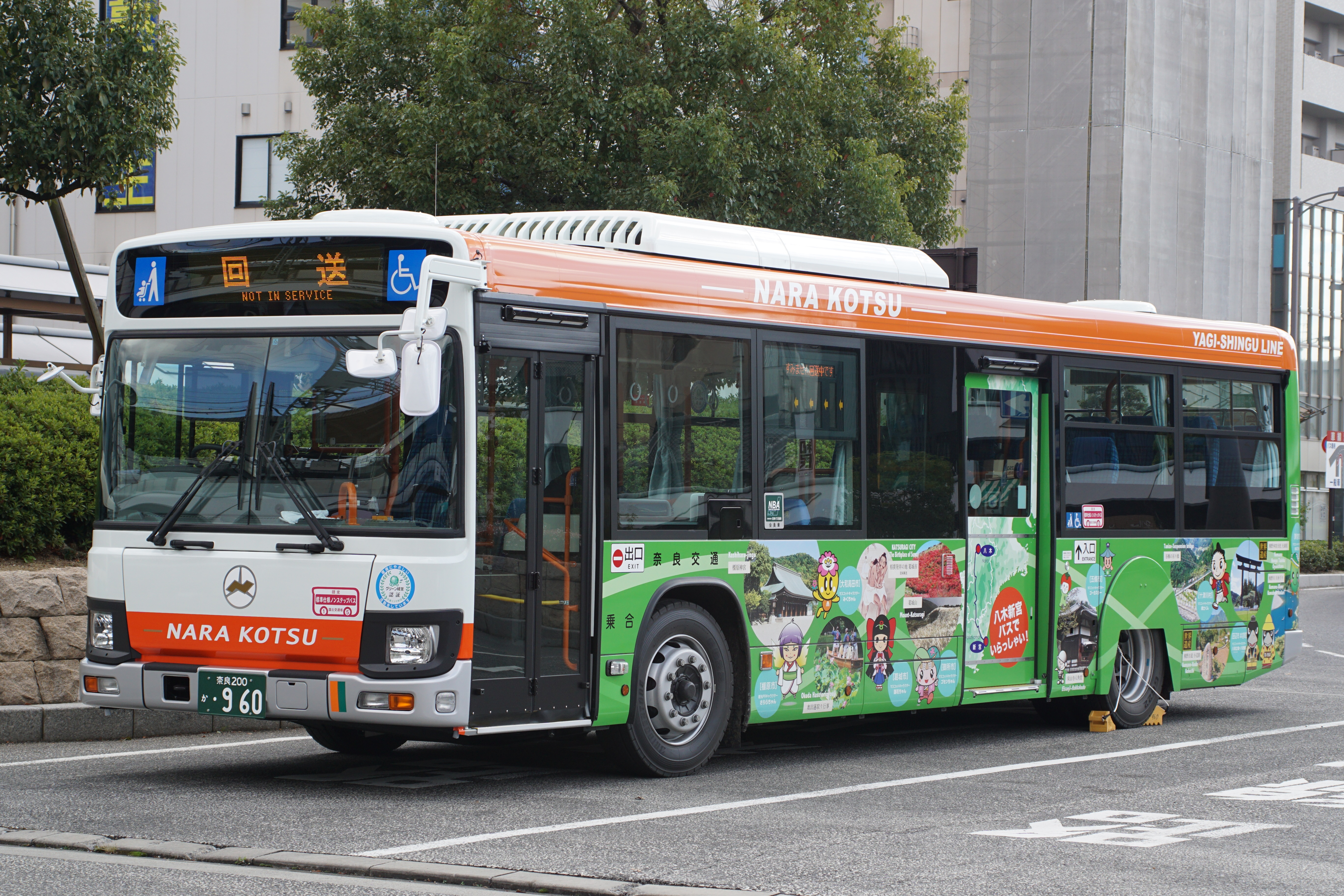
야기신구 특급 버스에서 운행 중인 차량

야기신구 특급 버스(일본어: 八木新宮特急バス 야기신구우톳큐바스[*])는 나라교통주식회사에서 운영하는 버스 노선인 야기신구 선에서 운행되는 시내버스이다. 가쓰라기 영업소에서 본 노선을 담당하고 있다.

## 개요
나라 현 가시하라 시의 야마토야기 역을 기점으로 국도 168호선을 통해 기이 산지를 지나고 산간 지역의 경계를 넘어 와카야마 현으로 들어가 신구 시의 신구 역까지 운행하는 시내버스 노선이다. 본 노선은 나라 현 가시하라 시, 야마토타카다 시, 가쓰 시, 고세 시, 고조 시, 도쓰카와 쵸, 와카야마 현 다나베 시, 신구 시를 경유한다. 노선 길이는 166.9km, 정류소 수는 167개, 전 구간 운행 소요시간은 6시간 30분이 소요되며 현재 일본에서 운행 중인 고속도로를 달리지 않는 시내버스 중에서는 주행 시간, 노선 길이, 정류장 수 모두 일본 제일이다. 2013년 3월 1일자로 개통 50주년을 맞았다.
도쓰카와 가도 지역이 발전함에 따라 1963년 나라대불전 ~ 신구 역 구간이 개통하였다. 당시에는 신구 행에는 '하야타마'(はやたま), 나라 행에는 '야마토지'(やまとじ)라는 애칭도 있었다. 1979년 8월에는 나라에서 신구까지 가는 직통편이 1일 3회 있었는데 그 중 2번은 나라대불전에서 출발하여 나라교통이 담당하였고 나머지 1번은 하시모토 역에서 출발하여 구마교통이 담당하였다. 훗날 나라대불전 출발, 하시모토 역 출발 노선 모두 야마토야기 역 출발로 변경되었다. 덧붙여, 야마토야기 ~ 신구 직행편은 가와카미 촌을 경유하는 노선도 있었으나 현재는 없다. 현재 야마토야기 역 ~ 신구 역 직통편은 1일 3회로 운행되고 있다.
장거리를 운행하는 본 노선의 특성상 고죠 버스 센터, 우에노 지역(다니노 쓰리바시 현수교), 도쓰카와 온천(도쓰카와 영업소) 3곳에서 5~20분 정도 휴식을 수행하지만 기사 교대는 행해지지 않는다. 또한 본 노선이 주행하는 국도는 곳곳에서 개량 공사(우회 도로 건설)가 진행되고 있으며 버스는 마을이 있는 옛길을 경유하는 경우가 많다.
이전에는 일부 정류장을 통과하는 특급 운전을 전구간에 걸쳐 하고 있었지만 2002년 10월 1일부터 고죠 버스 센터 ~ 신구 역까지만 이러한 특급 운전을 하는 것으로 변경되었다. 특급 운전 구간은 점점 축소되어 2014년 현재에는 오오쿠보구치 ~ 도쓰카와 온천 사이에 몇 개의 정류장만 통과하게 되었다. 단 우케가와 ~ 신구 역 구간의 경우 같은 구간을 운행 중인 구마교통의 일반 노선과 비교했을 때 정차하는 정류장이 매우 적고 실질적으로는 '특급'이다. 덧붙여 '특급'과 '각역'(모든 역 정차) 사이의 등급으로 '급행'이라는 등급도 한 때 존재했다(현재는 없다).

## 참고 문헌
- “おじゃまします!バス会社潜入レポート” [실례하겠습니다! 버스 회사 잠입 리포트]. 《별간 베스토카 버스 매거진》 (일본어). 3호.
- “長時間乗車でバス旅の醍醐味を満喫 長距離路線バス” [장시간 승차로 버스 여행의 묘미를 만끽  장거리 버스]. 《별간 베스토카 버스 매거진》 (일본어). 14호.